# موريس إم. باول
موريس إم. باول (بالإنجليزية: Maurice M. Paul)‏ هو قاضي ومحامي أمريكي، ولد في 16 مايو 1932 في جاكسونفيل في الولايات المتحدة، وتوفي في 29 ديسمبر 2016 في أورلاندو في الولايات المتحدة.